# Formigueret fumat
El formigueret fumat (Myrmotherula schisticolor) és una espècie d'ocell de la família dels tamnofílids (Thamnophilidae).

## Hàbitat i distribució
Habita el sotabosc de la selva humida i vegetació secundària als turons i muntanyes, i localment a les terres baixes, des de Mèxic, al nord de Chiapas, i Guatemala cap al sud fins l'oest de Panamà. Des de Colòmbia i oest i nord de Veneçuela, cap al sud, per l'oest dels Andes, fins l'oest d'Equador i, per l'est dels Andes, a través de l'est d'Equador fins al nord i est de Perú.